# Hippodamia parenthesis
Espèce
Hippodamia parenthesis, la coccinelle parenthèse (anglais : Parenthesis lady beetle), est une espèce d'insectes coléoptères de la famille des Coccinellidae qui se rencontre en Amérique du Nord. Il peut atteindre de 4 à 5,5 mm de long, et de 2 à 4,5 mm de large.

## Description
Sa livrée varie du beige à orange foncé, et maculée de noir. Ses élytres forment un cône un peu bombé, et sont maculés de sept taches noires, dont une tache allongée et scindée à la base, et deux larges taches près de la pointe apicale presque jointes. Son pronotum est blanc et maculé d'une large tache noire bilobée. Sa tête est noire, le front maculé de trois taches blanches, soit une tache allongée et verticale, flanquée de deux petits triangles.

Les articles antennaires 2 et 3 présentent un petit appendice.

## Répartition
Elle se rencontre du Nord du Mexique jusqu'au Sud du Canada, mais est absente dans l'Oregon et l'État de Washington.